# Komputystyka
Komputystyka – obliczanie danych potrzebnych do skonstruowania kalendarza liturgicznego. Komputyści w oparciu o cykle astronomiczne (pozorny ruch Słońca wokół Ziemi i ruch Księżyca wokół Ziemi) ustalali datę Wielkanocy i pozostałych świąt ruchomych. Efektem ich pracy były tablice paschalne. Największe znaczenie miały tablice opracowane przez Dionizego Małego dla lat 532-626, następnie kontynuowane do roku 721 przez opata Feliksa. W oparciu o tablice Dionizego Beda Czcigodny w 724 roku opracował tablice dla lat 532-1063. One właśnie stały się podstawą średniowiecznej komputystyki. Nauka ta odegrała bardzo ważną rolę, jako depozytariuszka wiedzy matematycznej. Ta nie zaniknęła w okresie średniowiecza między innymi dlatego, że była potrzebna do opracowania kalendarza liturgicznego.